# Еловский сельсовет (Большемуртинский район)
Ело́вский сельсове́т — муниципальное образование (сельское поселение) в Большемуртинском районе Красноярского края.
Административный центр поселения — село Еловка.

## География
Еловский сельсовет находится южнее районного центра. Удалённость административного центра сельсовета — села Еловка от районного центра — пгт Большая Мурта составляет 25 км.

## История
Еловский сельсовет наделён статусом сельского поселения в 2004 году.

## Население
| 2010 | 2012 | 2013 | 2014 | 2015 | 2016 | 2017 |
| ---- | ---- | ---- | ---- | ---- | ---- | ---- |
| 459  | ↘451 | ↘441 | ↗442 | ↘436 | ↘428 | ↘421 |

## Состав сельского поселения
В состав сельского поселения входят 2 населённых пункта:
| № | Населённый пункт | Тип населённого пункта       | Население |
| - | ---------------- | ---------------------------- | --------- |
| 1 | Бузуново         | деревня                      | 115       |
| 2 | Еловка           | село, административный центр | 344       |